# Tenis en Suiza
El tenis suizo destacó en los años 80 con Jakob Hlasek, y luego con Marc Rosset en los 90, pero sin dudas con la aparición de la super estrella Roger Federer, el tenis suizo subió al primer nivel en los años 2000, lo que continuó con Stan Wawrinka en los años 2010. Federer es considerado generalmente como el mejor tenista de todos los tiempos debido a sus innumerables récords. Federer y Wawrinka suman 23 títulos de Grand Slams combinados, lo que los convierte en la pareja nacional contemporánea más exitosa de todos los tiempos en este tipo de torneos, superando al dúo estadounidense formando por Pete Sampras y Andre Agassi con 22 títulos y 11 finales.  
A nivel de representación nacional el Equipo de Copa Davis de Suiza ganó por primera vez el trofeo en 2014 gracias a Roger Federer y Stan Wawrinka.
En el tenis femenino la principal figura ha sido Martina Hingis quien ha sido No.1 del ranking WTA por 209 semanas, ganando 7 Grand Slams, además ha sido No.1 en dobles y dobles mixtos ganando 13 y 7 Grand Slams respectivamente.

## Mejores en el ranking ATP en individuales masculino
Tenistas suizos entre los 100 mejores del ranking.
| Singlista           | Mejor puesto | Año  | Títulos |
| ------------------- | ------------ | ---- | ------- |
| Roger Federer       | 1.°          | 2004 | 103     |
| Stan Wawrinka       | 3.°          | 2014 | 16      |
| Jakob Hlasek        | 7.°          | 1989 | 5       |
| Marc Rosset         | 9.°          | 1995 | 15      |
| Heinz Günthardt     | 22.°         | 1986 | 5       |
| Claudio Mezzadri    | 26.°         | 1987 | 1       |
| Michel Kratochvil   | 35.°         | 2002 | 0       |
| Marc-Andrea Hüsler  | 49.°         | 2023 | 0       |
| Marco Chiudinelli   | 52.°         | 2010 | 0       |
| George Bastl        | 71.°         | 2000 | 0       |
| Henri Laaksonen     | 84.°         | 2022 | 0       |
| Dominic Stricker    | 88.°         | 2023 | 0       |
| Alexander Ritschard | 99°          | 2024 | 0       |

## Galería de tenistas masculinos destacados
Tenistas suizos Top 25.
|                  |
| Heinz Günthardt. |

|              |
| Marc Rosset. |

|               |
| Roger Federer |

|               |
| Stan Wawrinka |

## Galería de tenistas femeninas destacados
|                 |
| Martina Hingis. |